# Polycarpa suesana
Polycarpa suesana är en sjöpungsart som beskrevs av Wilhelm Michaelsen 1919. Polycarpa suesana ingår i släktet Polycarpa och familjen Styelidae. Inga underarter finns listade i Catalogue of Life.